# اليوغا تمرينا

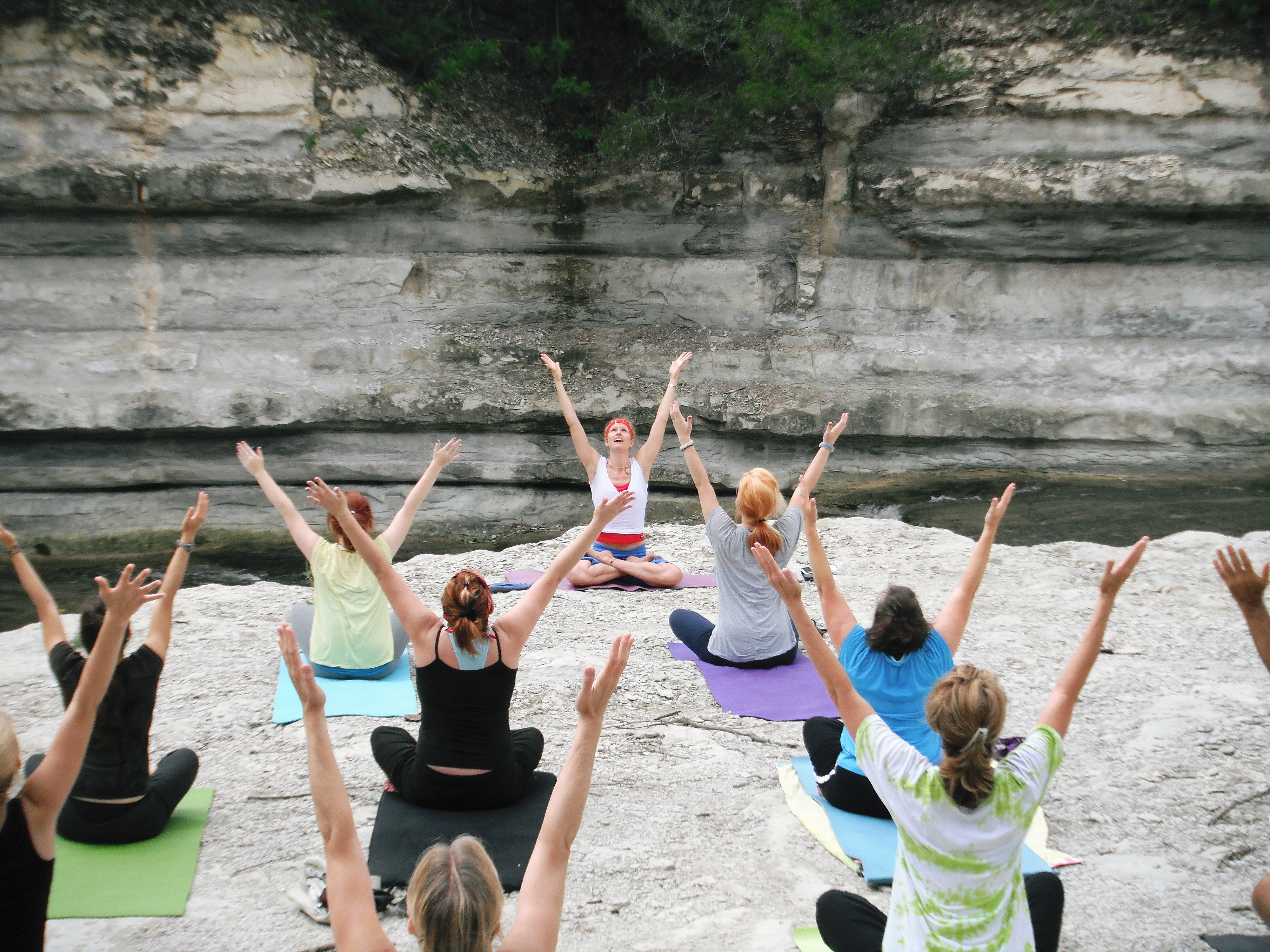
نساء في فصل جماعي لليوغا في الهواء الطلق، تكساس، 2010

اليوغا تمرينًا هي نشاط بدني يتكون بشكل رئيسي من الوضعيات، غالبًا ما تكون متصلة بتسلسلات متدفقة، أحيانًا مصحوبة بتمارين التنفس، وتنتهي في كثير من الأحيان بالاسترخاء بالاستلقاء أو التأمل. أصبحت اليوغا بهذا الشكل مألوفة في جميع أنحاء العالم، خاصة في الولايات المتحدة وأوروبا. وهي مشتقة من هاثا يوغا في العصور الوسطى، والتي استخدمت وضعيات مشابهة، لكنها تُعرف بشكل عام ببساطة باسم "اليوغا". أعطت الأبحاث الأكاديمية لليوغا تمرينًا مجموعة متنوعة من الأسماء، بما في ذلك اليوغا الوضعية الحديثة واليوغا العالمية الناطقة بالإنجليزية.
تم وصف الوضعية في يوغا سوترا II.29 على أنها الطرف الثالث من الأطراف الثمانية، الأشتانغا، لليوغا. تعرفها سوترا II.46 على أنها التي تكون "ثابتة ومريحة"، لكن لم يتم تقديم أي تفصيل إضافي أو قائمة بالوضعيات.
لم تكن الوضعيات مركزية في أي من تقاليد اليوغا القديمة؛ تم إحياء ممارسة الوضعيات في عشرينيات القرن العشرين من قبل معلمي اليوغا بما في ذلك يوغيندرا وكوفالاياناندا، الذين أكدوا على فوائدها الصحية. تم ابتكار التسلسلات المتدفقة لسوريا ناماسكار (تحية الشمس) من قبل راجا أوند، بهاوانراو شري نيفاسراو بان براتينيدهي، في عشرينيات القرن العشرين. تم دمجها والعديد من الوضعيات الوقوفية [الإنجليزية] المستخدمة في الجمباز من قبل معلم اليوغا كريشناماشاريا من ثلاثينيات إلى خمسينيات القرن العشرين. أسس العديد من طلابه مدارس مؤثرة لليوغا: أنشأ باتابي جويز أشتانغا فينياسا يوغا، مما أدى بدوره إلى باور يوغا [الإنجليزية]؛ أنشأ بي. كي. إس. آينغار آينغار يوغا [الإنجليزية]، وحدد مجموعة حديثة من وضعيات اليوغا في كتابه لعام 1966 ضوء على اليوغا [الإنجليزية]؛ وعلّمت إندرا ديفي اليوغا تمرينًا للعديد من المشاهير في هوليوود. تشمل المدارس الرئيسية الأخرى التي تأسست في القرن العشرين بيكرام يوغا [الإنجليزية] وسيفاناندا يوغا. انتشرت اليوغا تمرينًا في أمريكا وأوروبا، ثم في بقية العالم.
تم تقليل الممارسات غير الوضعية في هاثا يوغا مثل التطهيرات بشكل كبير في اليوغا تمرينًا. يُستخدم مصطلح "هاثا يوغا" أيضًا بمعنى مختلف، وهو ممارسة يوغا لطيفة غير تابعة لعلامة تجارية، مستقلة عن المدارس الرئيسية، غالبًا للنساء بشكل رئيسي. تختلف الممارسات من كونها علمانية تمامًا، للتمرين والاسترخاء، إلى كونها روحية بلا شك، سواء في تقاليد مثل سيفاناندا يوغا أو في الطقوس الشخصية. علاقة اليوغا تمرينًا بالهندوسية معقدة ومتنازع عليها؛ رفضها بعض المسيحيين على أساس أنها هندوسية بشكل خفي، بينما أصرت حملة "استعادة اليوغا" على أنها مرتبطة بالضرورة بالهندوسية. حدد العلماء اتجاهات متعددة في تغير طبيعة اليوغا منذ نهاية القرن التاسع عشر. تطورت اليوغا تمرينًا إلى عمل تجاري عالمي بمليارات الدولارات، يشمل الفصول، تدريب المعلمين، الملابس مثل بناطيل اليوغا، الكتب، الفيديوهات، المعدات بما في ذلك سجاد اليوغا، وسياحة اليوغا.

## التاريخ

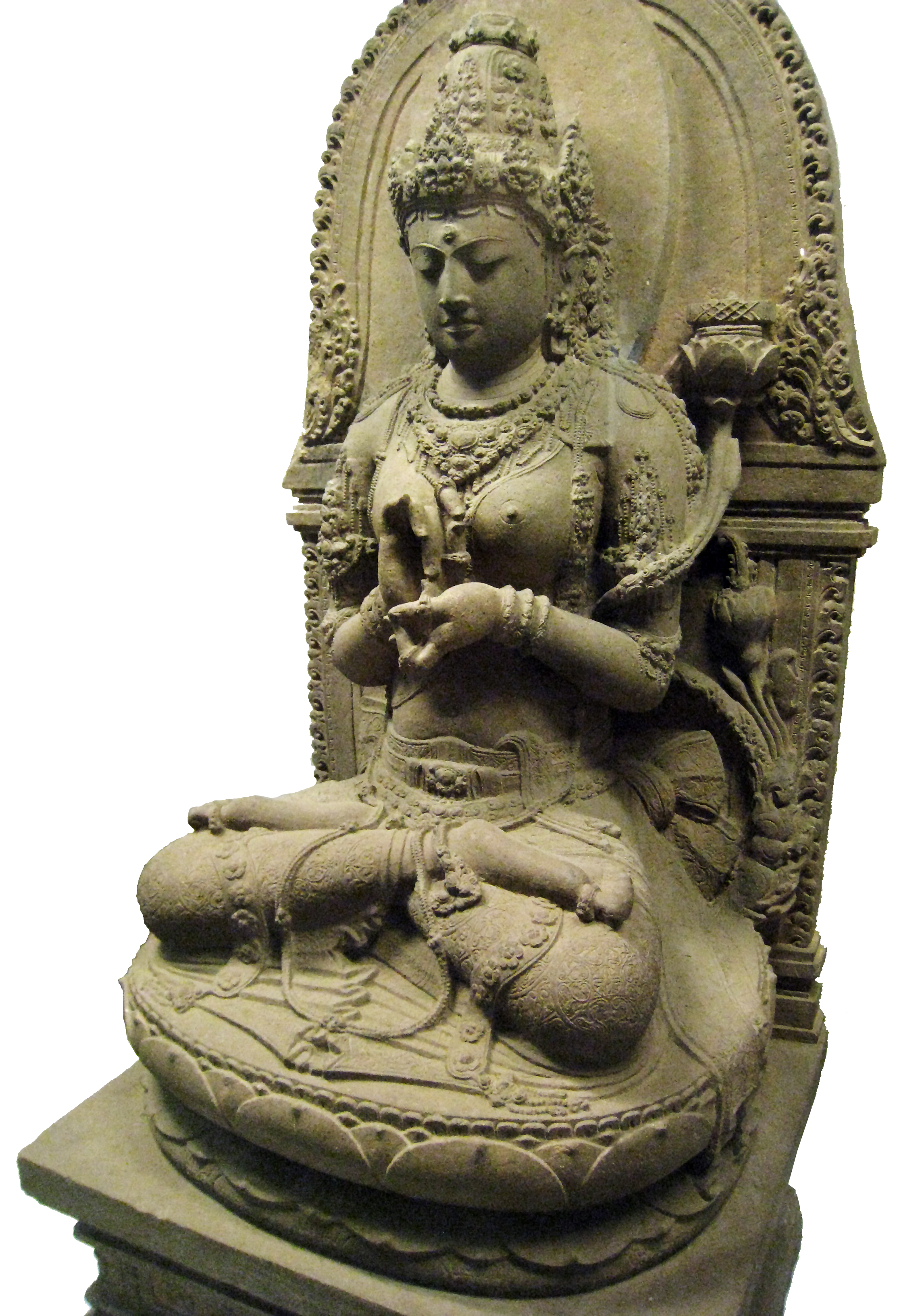
كانت اليوغا في الأصل ممارسة روحية تعتمد على التأمل. تمثال من جاوة، القرن الثالث عشر.

### أصول اليوغا
الاسم السنسكريتي योग yoga، المرتبط بكلمة "نير" الإنجليزية، مشتق من الجذر yuj "لربط، انضمام، تسخير، نير". كان هدفها الروحي والفلسفي القديم هو توحيد الروح البشرية مع الإله. فرع اليوغا الذي يستخدم الوضعيات الجسدية هو هاثا يوغا. الكلمة हठ haṭha تعني "القوة"، في إشارة إلى استخدامها لتقنيات جسدية.

### هاثا يوغا
ازدهرت هاثا يوغا بين المجموعات الزاهدة السرية مثل يوجين ناث في جنوب آسيا من حوالي 1100 إلى حوالي 1900. كانت التعليمات تُعطى مباشرة من المعلم إلى التلميذ الفردي، في علاقة طويلة الأمد. كانت مرتبطة بالأديان، خاصة الهندوسية ولكن أيضًا بالجاينية والبوذية. كانت أهدافها هي التلاعب بالسوائل الحيوية لتمكين الامتصاص وفي النهاية التحرر. كانت تتكون من ممارسات تشمل التطهيرات، الوضعيات (أسانا)، الأقفال، النظرة الموجهة [الإنجليزية]، الأختام، والتنفس الإيقاعي [الإنجليزية]. كان يُزعم أن هذه الممارسات توفر قوى خارقة تشمل الشفاء، تدمير السموم، الاختفاء، وتغيير الشكل. كان اليوجيون يرتدون ملابس قليلة أو لا يرتدون أي ملابس؛ وكانت أجسادهم تُطلى أحيانًا برماد المحرقة كتذكير بموتهم الوشيك. كانت المعدات أيضًا قليلة؛ أحيانًا كان اليوجيون يستخدمون البساط التبتي كسجادة للتأمل عليها. استخدمت هاثا يوغا عددًا قليلاً من الأسانا، معظمها جلوس؛ على وجه الخصوص، كانت هناك عدد قليل جدًا من الوضعيات الوقوفية قبل عام 1900. كانت تُمارس ببطء، غالبًا مع البقاء في وضعية لفترات طويلة. كانت ممارسة الأسانا جانبًا تحضيريًا بسيطًا للعمل الروحي. اتبع اليوجيون نظامًا غذائيًا نباتيًا صارمًا، مستبعدين المنبهات مثل الشاي أو القهوة أو الكحول. كانت يوغاهم تُعلم دون مقابل؛ كان المعلمون يدعمون بالهدايا وكانت الفلسفة معادية للاستهلاك.

### التأثيرات المبكرة

تشمل أصول اليوغا تمرينًا كمال الأجسام والجمباز من أوروبا، هاثا يوغا والتمارين التقليدية من الهند.

وفقًا لنظرية واحدة، فإن نظام التربية البدنية الذي مارسته جمعية الشبان المسيحيين في القرن التاسع عشر، والذي تم تكييفه من قبل لاعبي الجمباز العسكريين السابقين لنظام التعليم في الهند البريطانية الاستعمارية، أصبح الشكل الافتراضي للتدريب الجماعي، وهذا أثر على "هاثا يوغا الحديثة". وفقًا لعالمة اليوغا سوزان نيوكومب [الإنجليزية]، فإن اليوغا الحديثة في الهند [الإنجليزية] هي مزيج من الجمباز الغربي مع الوضعيات من هاثا يوغا في الهند في القرن العشرين.
منذ خمسينيات القرن التاسع عشر، تطورت في الهند ثقافة التمارين البدنية لمواجهة الصورة النمطية الاستعمارية لـ"الانحطاط" المفترض للهنود مقارنة بالبريطانيين، وهو اعتقاد عززته أفكار اللاماركية وتحسين النسل السائدة آنذاك. تم تبني هذه الثقافة من ثمانينيات القرن التاسع عشر إلى أوائل القرن العشرين من قبل القوميين الهنود مثل تيروكا، الذين علموا التمارين وتقنيات القتال غير المسلحة تحت غطاء اليوغا. تم الترحيب بلاعب كمال الأجسام الألماني يوجين ساندو في زيارته للهند عام 1905، حيث كان بالفعل "بطلًا ثقافيًا" في البلاد. يقترح عالم الأنثروبولوجيا جوزيف ألتر [الإنجليزية] أن ساندو كان الشخص الأكثر تأثيرًا على اليوغا الحديثة. كان أول كتيب للأسانا باللغة الإنجليزية، وأول كتيب يتم توضيحه بالصور، هو كتاب سيتارامان سوندارام [الإنجليزية] لعام 1928 Yogic Physical Culture.

### اليوغا في الغرب
تم تقديم اليوغا إلى العالم الغربي من خلال زيارة الزعيم الروحي سوامي فيفي كاناندا عام 1893 إلى مؤتمر أديان العالم في شيكاغو، وكتابه لعام 1896 راجا يوغا [الإنجليزية]. ومع ذلك، رفض هاثا يوغا وممارساتها الجسدية "بالكامل" مثل الأسانا على أنها صعبة وغير فعالة للنمو الروحي، بسبب النفور الواسع الانتشار من اليوجيين المتجولين في الهند. تم جلب أسانا اليوغا إلى أمريكا من قبل معلم اليوغا يوغيندرا. أسس فرعًا من معهد اليوغا في ولاية نيويورك عام 1919، بدأ في جعل هاثا يوغا مقبولة، والبحث عن أدلة علمية لفوائدها الصحية، وكتابة كتب مثل كتابه لعام 1928 Yoga Asanas Simplified وكتابه لعام 1931 Yoga Personal Hygiene. التسلسلات المتدفقة لتحية الشمس المقبولة الآن كجزء من اليوغا وتحتوي على أسانا شعبية مثل وضعيات الكلب المتجه لأعلى ولأسفل، تم تعميمها من قبل راجا أوند، بهاوانراو شري نيفاسراو بان براتينيدهي، في عشرينيات القرن العشرين.
في عام 1924، أسس معلم اليوغا كوفالاياناندا مركز كايفاليادهاما للصحة وبحوث اليوغا في مهاراشترة، حيث جمع الأسانا مع الجمباز، ومثل يوغيندرا، سعى إلى أساس علمي وطبي للممارسات اليوغية.
في عام 1925، أنشأ منافس كوفالاياناندا برمهنسا يوغانندا، الذي انتقل من الهند إلى أمريكا، زمالة تحقيق الذات [الإنجليزية] في لوس أنجلوس، وعلّم اليوغا، بما في ذلك الأسانا، التنفس، الترانيم والتأمل، لـ"عشرات الآلاف من الأمريكيين". في عام 1923، أسس شقيق يوغاناندا الأصغر، بيشونو تشاران غوش [الإنجليزية]، كلية غوش لليوغا والثقافة البدنية في كالكوتا.
تيرومالاي كريشناماشاريا [الإنجليزية] (1888–1989)، "أبو اليوغا الحديثة"، ادعى أنه قضى سبع سنوات مع أحد القلائل من أساتذة هاثا يوغا الذين كانوا على قيد الحياة آنذاك، راماموهانا براهماتشاري [الإنجليزية]، في بحيرة ماناساروفار في التبت، من 1912 إلى 1918. درس تحت إشراف كوفالاياناندا في ثلاثينيات القرن العشرين، ثم في يوجاشالا في قصر جاجانموهان [الإنجليزية] في ميسور أنشأ "زواجًا بين هاثا يوغا، تمارين المصارعة، وحركات الجمباز الغربية الحديثة، وهو شيء لم يُرَ من قبل في تقاليد اليوغا." كان مهراجا ميسور كريشنا راجا واديار الرابع [الإنجليزية] من أبرز المدافعين عن الثقافة البدنية في الهند، وكانت قاعة مجاورة لقصره تُستخدم لتدريس فصول سوريا ناماسكار، التي كانت تُعتبر آنذاك تمارين جمباز. قام كريشناماشاريا بتكييف هذه التسلسلات من التمارين في أسلوبه المتدفق فينياسا في اليوغا. لاحظ عالم اليوغا مارك سينجلتون [الإنجليزية] أن أنظمة الجمباز مثل نظام نيلز بوك [الإنجليزية] كانت شائعة في الثقافة البدنية في الهند في ذلك الوقت، وأنها احتوت على العديد من الوضعيات المشابهة لأسانا كريشناماشاريا الجديدة.

انتشار اليوغا الوضعية في جميع أنحاء العالم

من بين تلاميذ كريشناماشاريا أشخاص أصبحوا معلمي يوغا مؤثرين بأنفسهم: الروسية يوجيني في. بيترسون، المعروفة باسم إندرا ديفي (منذ 1937)، التي انتقلت إلى هوليوود، وعلّمت اليوغا للمشاهير، وكتبت الكتاب الأكثر مبيعًا Forever Young, Forever Healthy؛ باتابي جويز (منذ 1927)، الذي أسس أسلوب أشتانغا فينياسا يوغا المتدفق الذي يستخدم أسلوب ميسور تكرارات سوريا ناماسكار، في عام 1948، مما أدى بدوره إلى باور يوغا [الإنجليزية]؛ وبي. كي. إس. آينغار (منذ 1933)، صهره، الذي أسس آينغار يوغا، مع أول مركز له في بريطانيا. معًا جعلوا اليوغا شائعة تمرينًا وجلبوها إلى العالم الغربي. كتاب آينغار لعام 1966 Light on Yoga عمّم أسانا اليوغا في جميع أنحاء العالم بما وصفه العالم الممارس نورمان سجومان [الإنجليزية] بـ"الوصفات الواضحة غير المعقدة والرسوم التوضيحية المكررة بوضوح"، على الرغم من أن درجة الدقة التي يدعو إليها مفقودة من نصوص اليوغا السابقة.
تبنت مدارس يوغا هندية أخرى الأسلوب الجديد للأسانا، لكنها استمرت في التأكيد على الأهداف الروحية لممارسات هاثا يوغا بدرجات متفاوتة. تأسست جمعية الحياة الإلهية [الإنجليزية] من قبل سيفاناندا ساراسواتي [الإنجليزية] في ريشيكيش في عام 1936. من بين تلاميذه العديدين سوامي فيشنوديفاناندا، الذي أسس مراكز سيفاناندا يوغا فيدانتا الدولية، بدءًا من عام 1959؛ سوامي ساتياناندا [الإنجليزية] من مدرسة بيهار لليوغا [الإنجليزية]، مركز رئيسي لتدريب معلمي هاثا يوغا، تأسس في عام 1963؛ وسوامي ساتشيداناندا من اليوجا المتكاملة، تأسست في عام 1966. نشر فيشنوديفان كتابه Complete Illustrated Book of Yoga في عام 1960، مع قائمة من الأسانا التي تتداخل بشكل كبير مع قائمة آينغار، أحيانًا بأسماء مختلفة لنفس الوضعيات. أسماء أسانا جويز تتطابق تقريبًا مع أسماء آينغار.

### سلعة عالمية

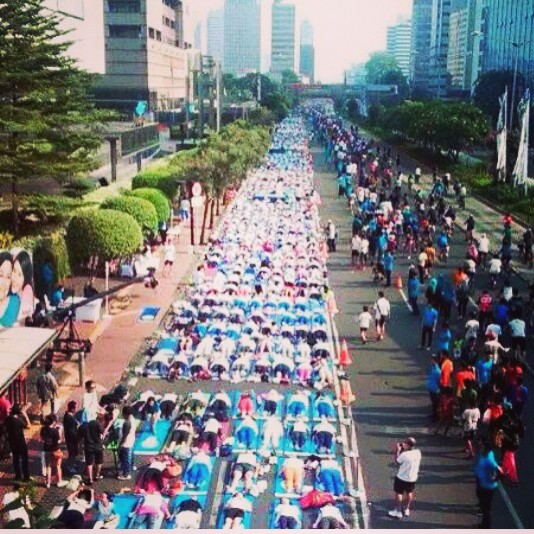
اليوغا في الأماكن العامة، جاكرتا، 2013. المشاركون يسترخون في وضعية شافاسانا.

ثلاثة تغييرات حول الستينيات سمحت لليوغا تمرينًا بأن تصبح سلعة عالمية. أصبح الناس لأول مرة قادرين على السفر بحرية حول العالم: يمكن للمستهلكين الذهاب إلى الشرق؛ يمكن للهنود الهجرة إلى أوروبا وأمريكا؛ ويمكن لرجال الأعمال والقادة الدينيين الذهاب إلى حيث يرغبون لبيع بضائعهم. ثانيًا، أصبح الناس في جميع أنحاء العالم الغربي محبطين من الدين المنظم، وبدأوا في البحث عن بدائل. وثالثًا، أصبحت اليوغا شكلًا غير مثير للجدل من التمارين المناسبة للاستهلاك الجماعي، على عكس الأشكال الأكثر دينية أو تأملية من اليوغا الحديثة مثل سيدها يوغا أو التأمل التجاوزي. تضمن ذلك التخلي عن العديد من المتطلبات التقليدية لممارسة اليوغا، مثل إعطاء الصدقات، والعزوبة، ودراسة النصوص الهندوسية، والانسحاب من المجتمع.
منذ السبعينيات، انتشرت اليوغا تمرينًا في العديد من دول العالم، وتغيرت أثناء انتشارها، وأصبحت "جزءًا لا يتجزأ من (بشكل أساسي) الثقافات الحضرية في جميع أنحاء العالم"، إلى الحد الذي أصبحت فيه كلمة يوغا في العالم الغربي تعني ممارسة الأسانا، عادة في فصل. على سبيل المثال، وصلت آينغار يوغا إلى جنوب إفريقيا في عام 1979 مع افتتاح معهدها في بيترماريتزبرغ؛ تأسست جمعية جنوب شرق وشرق آسيا في عام 2009. ساعد برنامج التلفزيون Lilias, Yoga and You، الذي استضافته ليلياس فولان، في انتشار اليوغا في أمريكا؛ استمر البرنامج من 1970 إلى 1999. في أستراليا، بحلول عام 2005 كان حوالي 12% من السكان يمارسون اليوغا في فصل أو في المنزل. كعمل تجاري قيّم، تم استخدام اليوغا بدورها في الإعلان، أحيانًا لمنتجات متعلقة باليوغا، وأحيانًا لسلع وخدمات أخرى.
نمت سوق اليوغا، كما يجادل عالم الدين أندريا جاين، مع إنشاء مجموعة "لا نهائية" من العلامات التجارية لليوغا من الجيل الثاني، المنتجات القابلة للبيع، "المصممة والمُسوّقة للاستهلاك الفوري"، بناءً على التطورات السابقة. على سبيل المثال، في عام 1997 أسس جون فريند [الإنجليزية]، الذي كان ذات مرة محللًا ماليًا، والذي درس بشكل مكثف كلًا من آينغار يوغا الوضعية وسيدها يوغا غير الوضعية، أنوسارا يوغا. شبه فريند اختياره لليوغا الخاصة به على العلامات التجارية الأخرى باختيار "مطعم فاخر" بدلاً من "مطعم وجبات سريعة." عنونت مجلة نيويورك تايمز مقالتها عنه "The Yoga Mogul"، بينما جادلت مؤرخة اليوغا ستيفاني سيمان بأن فريند قد أنشأ "بوعي تام" مجتمع يوغا خاص به. على سبيل المثال، نشر فريند دليل تدريب المعلمين الخاص به، وعقد ورش عمل، مؤتمرات، ومهرجانات، وسوّق علامته التجارية الخاصة من سجاد اليوغا وزجاجات المياه، ووضع إرشادات أخلاقية. عندما لم يرق فريند إلى مستوى المعايير العالية للعلامة التجارية، اعتذر علنًا واتخذ خطوات لحماية العلامة التجارية، وفي عام 2012 تراجع عن إدارتها وعين رئيسًا تنفيذيًا.
يذكر جاين أن اليوغا أصبحت "جزءًا من الثقافة الشعبية حول العالم". يكتب ألتر أنها توضح "التحول العابر للحدود وعدم وضوح الحدود بين الاستهلاكية، الصحة الشاملة، والتصوف الجسدي — بالإضافة إلى الاستشراق القديم الطراز." يجادل سينجلتون بأن السلعة هي جسم اليوغا نفسه، "إمكانيته الروحية" التي يرمز إليها "بشرة لامعة لعارض اليوغا"، صورة جميلة تُباع باستمرار للجمهور الممارس لليوغا "كسلعة لا تُقاوم للذات الشاملة القابلة للكمال".
في عام 2008، أطلقت وزارة الصحة والخدمات الإنسانية الأمريكية على شهر سبتمبر اسم "الشهر الوطني لليوغا". ومنذ عام 2015، بناءً على اقتراح رئيس الوزراء الهندي، ناريندرا مودي، يتم الاحتفال سنويًا باليوم العالمي لليوغا في 21 يونيو.

### التحول
تقارن عالمة الأنثروبولوجيا سارة شتراوس بين هدف اليوغا الكلاسيكي، عزل الذات أو كايفاليا، والأهداف الحديثة للصحة الجيدة، تقليل التوتر، والمرونة الجسدية. يلاحظ سجومان أن العديد من الأسانا في كتاب آينغار Light on Yoga يمكن تتبعها إلى معلمه، كريشناماشاريا، "ولكن ليس إلى ما هو أبعد منه". يذكر سينجلتون أن اليوغا المستخدمة تمرينًا ليست "نتيجة لسلالة مباشرة وغير منقطعة من هاثا يوغا"، لكنه سيكون "مبالغة القول إن اليوغا الوضعية الحديثة لا علاقة لها بممارسة الأسانا في التقاليد الهندية." الممارسة المعاصرة لليوغا هي نتيجة "الابتكار والتجريب الجذري" لتراثها الهندي. يكتب جاين أن مساواة اليوغا تمرينًا بهاثا يوغا "لا تأخذ في الاعتبار المصادر التاريخية": الأسانا "أصبحت بارزة فقط في اليوغا الحديثة في أوائل القرن العشرين نتيجة للتبادلات الحوارية بين الإصلاحيين والقوميين الهنود والأمريكيين والأوروبيين المهتمين بالصحة واللياقة". باختصار، يكتب جاين، "أنظمة اليوغا الحديثة ... تشبه إلى حد بعيد أنظمة اليوغا التي سبقتها. هذا لأن [كليهما] ... خاص بسياقه الاجتماعي." يكتب المؤرخ جاريد فارمر أن اثني عشر اتجاهًا ميزت تطور اليوغا من تسعينيات القرن التاسع عشر فصاعدًا: من الهامش إلى المركز في المجتمع؛ من الهند إلى العالمي؛ من الذكور إلى "الإناث بشكل أساسي"؛ من الروحي إلى "العلماني في الغالب"؛ من الطائفي إلى العالمي؛ من المتسول إلى المستهلك؛ من التأملي إلى الوضعي؛ من الفهم الفكري إلى التجريبي؛ من تجسيد المعرفة الباطنية إلى إتاحتها للجميع؛ من التدريس الشفهي إلى التدريس العملي؛ من تقديم الوضعيات في النصوص إلى استخدام الصور؛ ومن كونهم "منبوذين اجتماعيين ملتوين" إلى "فائزين اجتماعيين رشيقين". يستمر الاتجاه بعيدًا عن السلطة في اليوغا ما بعد السلالة، التي تُمارس خارج أي مدرسة كبرى أو سلالة غورو.

## الممارسات

### الأسانا
تتكون اليوغا تمرينًا بشكل كبير ولكن ليس حصريًا من ممارسة الأسانا. يوضح الجدول أعداد الأسانا الموصوفة (وليس فقط المذكورة) في بعض النصوص الرئيسية لهاثا يوغا واليوغا الحديثة؛ جميع تواريخ نصوص هاثا يوغا تقريبية.
| عدد الأسانا | النص                                               | التاريخ     | الأدلة المقدمة                                                          |
| ----------- | -------------------------------------------------- | ----------- | ----------------------------------------------------------------------- |
| 2           | غوراكشا شاتاكا                                     | القرن 10-11 | يصف سيدهاسانا، بادماسانا؛ 84 "رمزية" تم الادعاء بها                     |
| 4           | شيفا سامهيتا [الإنجليزية]                          | القرن 15    | 4 أسانا جلوس موصوفة، 84 تم الادعاء بها؛ 11 مودرا                        |
| 15          | هاثا يوغا براديبيكا [الإنجليزية]                   | القرن 15    | 15 أسانا موصوفة، 4 (سيدهاسانا، بادماسانا، بهادراسانا وسيمهاسانا) مذكورة |
| 32          | غيراندا سامهيتا [الإنجليزية]                       | القرن 17    | وصف 32 أسانا جلوس، انحناء للخلف، التواء، توازن ومقلوبة، 25 مودرا.       |
| 52          | هاثا راتنافالي [الإنجليزية]                        | القرن 17    | 52 أسانا موصوفة، من أصل 84 مذكورة                                       |
| 84          | جوجا براديبيكا [الإنجليزية]                        | 1830        | 84 أسانا و24 مودرا في نسخة نادرة مصورة من نص القرن 18                   |
| 37          | يوغا سوبانا                                        | 1905        | وصف وتوضيح بلوحات نصفية لـ37 أسانا، 6 مودرا، 5 باندا                    |
| ~200        | Light on Yoga بيلور كريشناماشار سونداراراجا إينغار | 1966        | وصف مفصل وعدة صور لكل أسانا                                             |
| 908         | Master Yoga Chart Dharma Mittra                    | 1984        | صور لكل أسانا                                                           |
| 2100        | 2,100 Asanas Mr. Yoga                              | 2015        | صور لكل أسانا                                                           |

يمكن تصنيف الأسانا بطرق مختلفة، قد تتداخل: على سبيل المثال، حسب وضع الرأس والقدمين (وقوف، جلوس، استلقاء، مقلوبة)، حسب ما إذا كان التوازن مطلوبًا، أو حسب التأثير على العمود الفقري (انحناء للأمام، انحناء للخلف، التواء)، مما يعطي مجموعة من أنواع الأسانا التي يتفق عليها معظم المؤلفين. يستخدم غورو اليوغا دارما ميترا فئاته الخاصة مثل "وضعيات الأرضية والاستلقاء". تضيف Yogapedia وYoga Journal "فتح الورك"؛ يضيف معلم اليوغا دارين رودس، Yogapedia وYoga Journal أيضًا "قوة القلب".

### الأساليب
استمر عدد مدارس وأساليب اليوغا في العالم الغربي في النمو بسرعة. بحلول عام 2012، كان هناك على الأقل 19 أسلوبًا منتشرًا من أشتانغا يوغا إلى فيني يوغا [الإنجليزية]. تؤكد هذه الأساليب على جوانب مختلفة بما في ذلك التمارين الهوائية، الدقة في الأسانا، والروحانية في تقاليد هاثا يوغا.

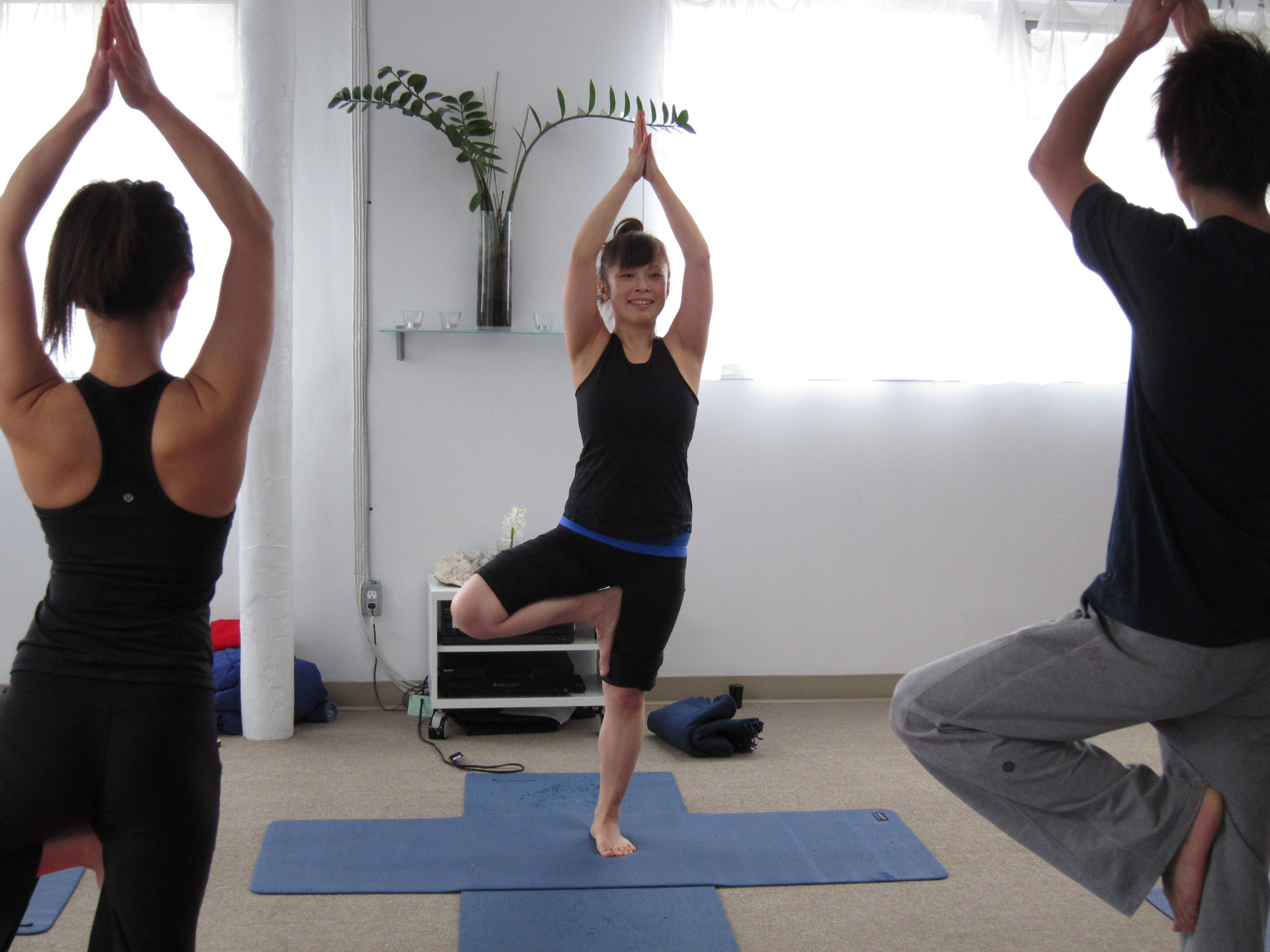
فصل "هاثا يوغا" يمارس وضعية الشجرة، في فانكوفر، كندا

يمكن توضيح هذه الجوانب من خلال مدارس ذات أساليب مميزة. على سبيل المثال، تتميز بيكرام يوغا [الإنجليزية] بأسلوب التمارين الهوائية مع غرف مُسخنة إلى 105 °ف (41 °م) ونمط ثابت من تمرينين للتنفس و24 أسانا. تؤكد آينغار يوغا على المحاذاة الصحيحة في الوضعيات، والعمل ببطء، إذا لزم الأمر باستخدام الدعائم، وتنتهي بالاسترخاء. تركز سيفاناندا يوغا أكثر على الممارسة الروحية، مع 12 وضعية أساسية، الترانيم باللغة السنسكريتية، تمارين التنفس براناياما، التأمل، والاسترخاء في كل فصل، ويتم التركيز على النظام الغذائي النباتي. تستخدم جيفاموكتي يوغا [الإنجليزية] أسلوب فينياسا المتدفق للأسانا مصحوبًا بالموسيقى، الترانيم، وقراءة النصوص المقدسة. تؤكد كونداليني يوغا [الإنجليزية] على إيقاظ طاقة كونداليني من خلال التأمل، براناياما، الترانيم، والوضعيات المناسبة.
بجانب العلامات التجارية لليوغا، يقدم العديد من المعلمين، على سبيل المثال في إنجلترا، "هاثا يوغا" غير تابعة لعلامة تجارية، غالبًا للنساء بشكل أساسي، مما يخلق تركيباتهم الخاصة من الوضعيات. قد تكون هذه الوضعيات في تسلسلات متدفقة (فينياسا)، وغالبًا ما يتم إنشاء متغيرات جديدة من الوضعيات. كان عدم التوازن بين الجنسين واضحًا في بعض الأحيان؛ في بريطانيا في السبعينيات، شكلت النساء ما بين 70 و90 في المئة من معظم فصول اليوغا، وكذلك معظم معلمي اليوغا.
التقليد الذي بدأه كريشناماشاريا لا يزال قائمًا في كريشناماشاريا يوغا مانديرام في تشيناي؛ واصل ابنه تي. كيه. في. ديسيكاتشار وحفيده كوستوب ديسيكاتشار التدريس في مجموعات صغيرة، مع تنسيق حركات الأسانا مع التنفس، وتخصيص التدريس وفقًا لاحتياجات الطلاب الفرديين.

### الجلسات

يتم ممارسة تريكوناسانا في آينغار يوغا مع التركيز على الدقة، أحيانًا كما هو موضح هنا باستخدام الدعائم مثل طوب اليوغا.

تختلف جلسات اليوغا بشكل كبير اعتمادًا على المدرسة والأسلوب، ووفقًا لمستوى تقدم الفصل. كما هو الحال مع أي فصل تمارين، تبدأ الجلسات عادةً ببطء مع تمارين الإحماء الخفيفة، تنتقل إلى تمارين أكثر نشاطًا، ثم تبطئ مرة أخرى نحو النهاية. يمكن أن يبدأ فصل المبتدئين بوضعيات بسيطة مثل سوخاسانا، بعض جولات سوريا ناماسكار، ثم مزيج من الوضعيات الوقوفية مثل تريكوناسانا، وضعيات الجلوس مثل دانداسانا، ووضعيات التوازن مثل نافاسانا؛ قد ينتهي ببعض الوضعيات المستلقية والمقلوبة مثل سيتو باندا سارفانغاسانا [الإنجليزية] وفيباريتا كاراني، التواء مستلقٍ، وأخيرًا شافاسانا للاسترخاء وفي بعض الأساليب أيضًا لتأمل موجه. تستمر الجلسة النموذجية في معظم الأساليب من ساعة إلى ساعة ونصف، بينما في أسلوب ميسور، يتم جدولة الفصل في نافذة زمنية مدتها ثلاث ساعات يمارس خلالها الطلاب بمفردهم وبسرعتهم الخاصة، باتباع تعليمات فردية من المعلم.

### هجينات اليوغا
لا يقتصر تطور اليوغا تمرينًا على إنشاء أسانا جديدة وتسلسلات فينياسا. يتم استكشاف مجموعة واسعة من الأنشطة الهجينة التي تجمع بين اليوغا والفنون القتالية، اليوغا الهوائية المدمجة مع البهلوانيات، اليوغا مع تمارين البار [الإنجليزية] (كما في الباليه)، على ظهر الحصان، مع الكلاب، مع الماعز، مع الليمور ذو الذيل الحلقي، مع الأوزان، وعلى لوح التجديف يتم استكشافها جميعًا.

## الأهداف

### التمرين
يتم قياس تكلفة الطاقة للتمرين بوحدات المكافئ الأيضي للنشاط (MET). أقل من 3 METs يعتبر تمرينًا خفيفًا؛ من 3 إلى 6 METs يعتبر معتدلًا؛ 6 أو أكثر يعتبر نشطًا. تعتبر إرشادات الكلية الأمريكية للطب الرياضي وجمعية القلب الأمريكية فترات لا تقل عن 10 دقائق من النشاط بمستوى MET معتدل ضمن الكميات اليومية الموصى بها من التمارين. بالنسبة للبالغين الأصحاء الذين تتراوح أعمارهم بين 18 و65 عامًا، توصي الإرشادات بالتمارين المعتدلة لمدة 30 دقيقة خمسة أيام في الأسبوع، أو التمارين الهوائية النشطة لمدة 20 دقيقة ثلاثة أيام في الأسبوع.
عند التعامل معها كشكل من أشكال التمارين، توفر جلسة يوغا كاملة مع الأسانا والبراناياما 3.3 ± 1.6 METs، في المتوسط تمرين معتدل. تراوحت سوريا ناماسكار من تمرين خفيف 2.9 إلى تمرين نشط 7.4 METs؛ كان المتوسط لجلسة ممارسة اليوغا بدون سوريا ناماسكار تمرينًا خفيفًا 2.9 ± 0.8 METs.

### جسدي أم هندوسي
منذ منتصف القرن العشرين، تم استخدام اليوغا، خاصة في العالم الغربي، تمرينًا جسدي للياقة البدنية والمرونة، بدلاً من أي غرض "هندوسي صريح" كما تسميه مؤرخة اليوغا الأمريكية، ستيفاني سيمان. في عام 2010، أثار هذا الغموض ما أسمته نيويورك تايمز "نقاشًا شرسًا بشكل مفاجئ في عالم اليوغا الهادئ". قام بعض الأمريكيين من أصل هندي بالتعصب الزعفراني بحملة "استعادة اليوغا" من خلال إعلام الأمريكيين والغربيين الآخرين عن الصلة بين اليوغا والهندوسية. تم انتقاد الحملة من قبل الكاتب ديباك شوبرا، لكنها حظيت بدعم رئيس المعهد اللاهوتي المعمداني الجنوبي [الإنجليزية]، آلبرت موهلر جونيور. تلاحظ جاين أن اليوغا ليست بالضرورة هندوسية، حيث يمكن أن تكون أيضًا جاينية أو بوذية؛ كما أنها ليست متجانسة أو ثابتة، لذا فهي تنتقد ما تسميه "الموقف المسيليوفوبي" و"موقف الأصول الهندوسية". يكتب فارمر أن سيمان تحدد نزعة بروتستانتية في اليوغا تمرينًا، "مع تركيزها على العمل على الجسم. تقول إن هذه اليوغا المجهدة هي، بشكل متناقض، كل من 'إسراف وكفارة'."

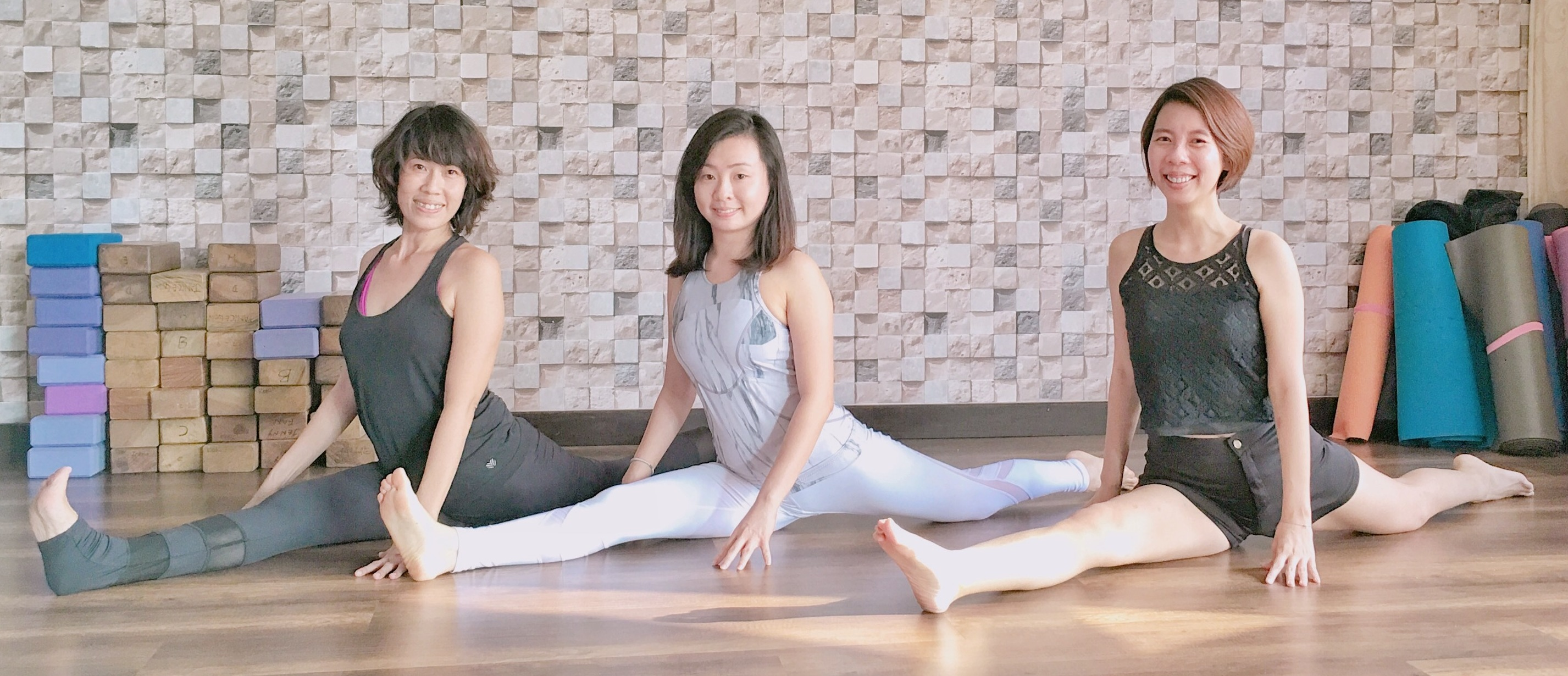
اليوغا (هانوماناسانا) مسموح بها في ماليزيا طالما أنها لا تحتوي على عناصر دينية.

تختلف السلطات حول ما إذا كانت اليوغا مجرد تمرين. على سبيل المثال، في عام 2012، قررت ولاية نيويورك أن اليوغا معفاة من ضريبة المبيعات الحكومية لأنها لا تشكل "تمرينًا حقيقيًا"، بينما في عام 2014 كانت مقاطعة كولومبيا واضحة أن أماكن اليوغا تخضع لضريبة المبيعات المحلية على الأماكن "التي يكون الغرض منها التمرين الجسدي." جرت نقاشات مماثلة في سياق إسلامي؛ على سبيل المثال، تم رفع القيود على اليوغا في السعودية. في ماليزيا، تسمح كوالالمبور بفصول اليوغا طالما أنها لا تشمل الترانيم أو التأمل. أجابت معلمة اليوغا والكاتبة ميرا ميختا ‏، عندما سُئلت من قبل Yoga Magazine في عام 2010 عما إذا كانت تفضل أن يلتزم طلابها بمسار روحي قبل بدء اليوغا، "بالتأكيد لا. الحياة الروحية للشخص هي شأنه الخاص. يأتي الناس إلى اليوغا لأسباب مختلفة. في أعلى القائمة الصحة والرغبة في التخلص من التوتر." وجدت كيمبرلي ج. بينجاتوري، التي درست المواقف بين ممارسي اليوغا الأمريكيين، أنهم لم ينظروا إلى فئات الديني، الروحي، والعلماني كبدائل.
ومع ذلك، تظل العناصر "المبتهجة ... المتسامية ... المحتمل أن تكون متمردة" في هاثا يوغا موجودة في اليوغا المستخدمة تمرينًا. تكتب معلمة اليوغا والكاتبة جيسامين ستانلي [الإنجليزية] أن المجتمع الغربي الحديث "لا يحترم الباطني أو الروحي على الإطلاق"، مما يجعل الناس متشككين في أي محاذاة لليوغا كما تُمارس في الغرب مع "الشاكرا أو الروحانية". تقول ستانلي إنه من الممكن بدء ممارسة دون النظر في مثل هذه الأمور، وأن أساليب مثل بيكرام لا تذكرها، لكن الممارسة العميقة لليوغا ستجلب "تطورًا عامًا للذات." تقترح سيمان أن جزءًا من جاذبية بيكرام وأشتانغا يوغا كان أنه تحت العرق، الالتزام، الجدول الزمني، المطالب الجسدية وحتى الإساءة اللفظية كانت هناك نشوة مكتسبة بشق الأنفس، "شعور عميق بالحيوية، شعور بالطاقة النقية، وضعية غير منحنية، وحدّة ذهنية." أدى هذا السياق إلى انقسام في الرأي بين المسيحيين، حيث يؤكد البعض مثل ألكسندرا ديفيس من التحالف الإنجيلي [الإنجليزية] أنها مقبولة طالما أنهم على دراية بأصول اليوغا الحديثة، بينما يقول آخرون مثل بول جوسبي أن غرض اليوغا هو "فتح الشاكرا" وإطلاق طاقة الكونداليني أو "قوة الأفعى" التي في رأي جوسبي "من الشيطان"، مما يجعل "اليوغا المسيحية ... تناقضًا." تُستخدم قاعات الكنائس أحيانًا لليوغا، وفي عام 2015 تم حظر مجموعة يوغا من قاعة كنيسة في بريستول من قبل مجلس الكنيسة المحلي، مشيرًا إلى أن اليوغا تمثل "روحانيات بديلة."
في سياق علماني، ناقشت الصحفيتان نيل فريزل وريني إدو-لودج [الإنجليزية] (في الجارديان) ما إذا كانت فصول اليوغا الغربية تمثل "الاستيلاء الثقافي". في رأي فريزل، أصبحت اليوغا كيانًا جديدًا، بعيدًا عن يوغا سوترا باتانجالي، وبينما يكون بعض الممارسين غير حساسين ثقافيًا، يعاملها آخرون باحترام أكبر. توافق إدو-لودج على أن اليوغا الغربية بعيدة عن باتانجالي، لكنها تجادل بأن التغييرات لا يمكن التراجع عنها، سواء استخدمها الناس "كأداة تفاخر، كتكتيك لموازنة الإفراط في تعاطي المخدرات، أو تمارس بشكل مشابه لأصولها مع الروحانية التي تأتي معها." تجادل جاين مع ذلك بأن اتهامات الاستيلاء "من 'الشرق' إلى 'الغرب'" تفشل في مراعاة حقيقة أن اليوغا تتطور في عملية متعددة الجنسيات مشتركة؛ إنها ليست شيئًا يتم سرقته من مكان إلى آخر.

### الصحة

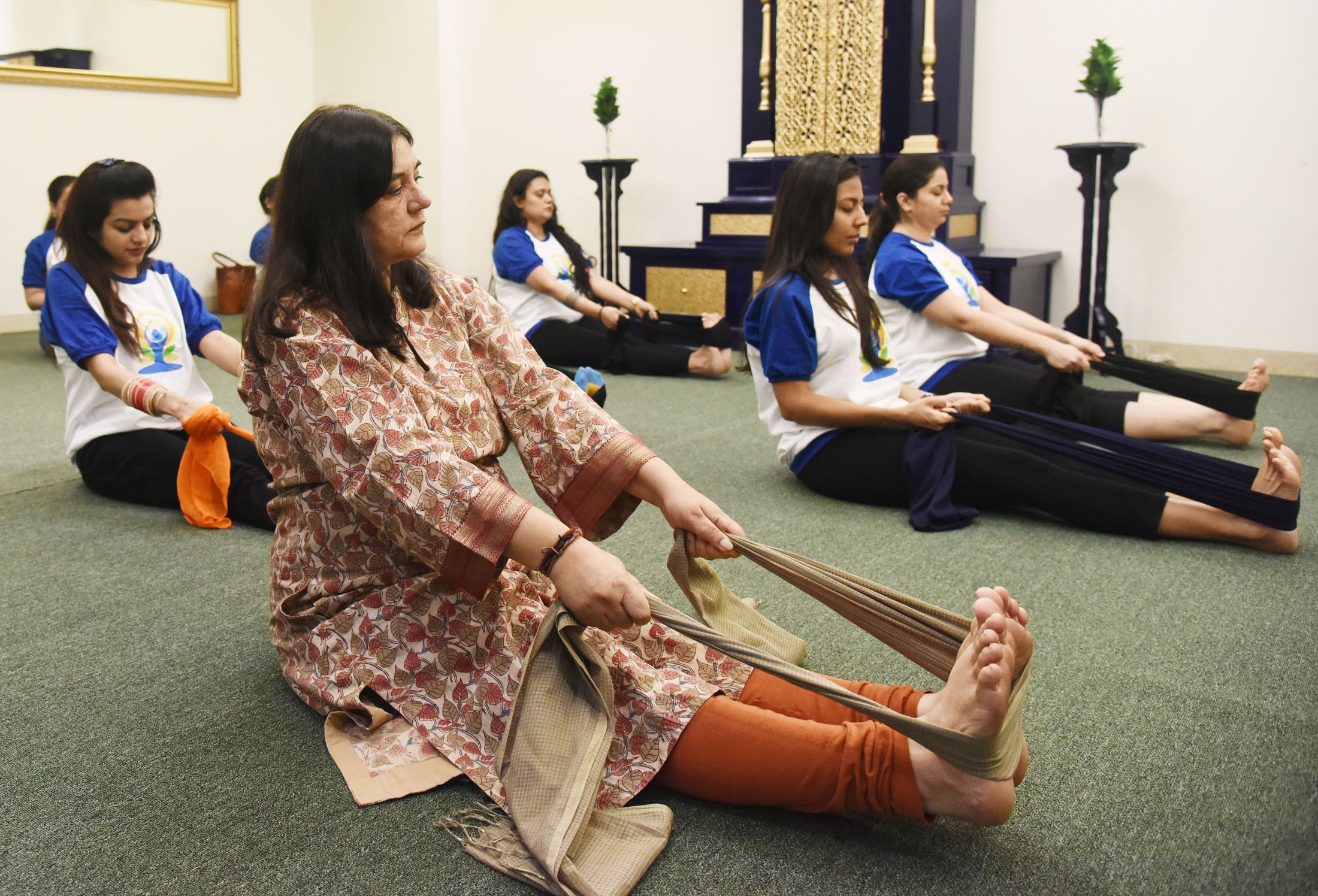
وزيرة المرأة والطفل الهندية، مانيكة غاندي، تشارك في برنامج يوغا للنساء الحوامل في عام 2018. وهي تجلس في وضعية الموظف.

تم تعميم اليوغا تمرينًا في العالم الغربي من خلال الادعاءات حول فوائدها الصحية. تمت مراجعة تاريخ هذه الادعاءات من قبل ويليام ج. برود في كتابه لعام 2012 The Science of Yoga؛ حيث يقول إن الادعاءات بأن علم اليوغا بدأ كموقف قومي هندوسي. من بين المروجين الأوائل كان كوفالاياناندا، الذي حاول إثبات علميًا في مختبره الذي بناه خصيصًا عام 1924 في كايفاليادهاما أن سارفانغاسانا (وضعية الوقوف على الكتفين) تعيد تأهيل الغدد الصماء (الأعضاء التي تفرز الهرمونات). لم يجد أي دليل يدعم مثل هذا الادعاء، سواء لهذه الوضعية أو أي وضعية أخرى.
كان تأثير اليوغا تمرينًا على الصحة الجسدية والعقلية موضوعًا للدراسات المنهجية (تقييم الأبحاث الأولية)، على الرغم من أن تقريرًا صدر عام 2014 وجد أنه، على الرغم من ممارستها الشائعة وفوائدها الصحية المحتملة، فإنها تظل "قليلة الدراسة بشكل كبير." وجدت مراجعة منهجية لست دراسات أن آينغار يوغا فعالة على الأقل على المدى القصير لكل من آلام الرقبة وآلام أسفل الظهر. وجدت مراجعة لست دراسات فوائد للاكتئاب، لكنها لاحظت أن طرق الدراسات فرضت قيودًا، بينما ذكرت إرشادات الممارسة السريرية من الجمعية الأمريكية للسرطان أن اليوغا قد تقلل من القلق والتوتر لدى الأشخاص المصابين بالسرطان. دعت مراجعة منهجية عام 2015 إلى مزيد من الدقة في التجارب السريرية لتأثير اليوغا على المزاج ومقاييس التوتر.
تم الادعاء بأن ممارسة الأسانا تحسن المرونة والقوة والتوازن؛ وتخفف من التوتر والقلق، وتقلل من أعراض آلام أسفل الظهر. لاحظت مراجعة لخمس دراسات أن ثلاث آليات نفسية (العاطفة الإيجابية، اليقظة، الرحمة الذاتية) وأربع آليات بيولوجية (تحت المهاد الخلفي، إنترلوكين-6، البروتين التفاعلي سي والكورتيزول) التي قد تعمل على التوتر قد تم فحصها تجريبيًا، بينما ظلت العديد من الآليات المحتملة الأخرى قيد الدراسة؛ تم العثور على أربع من الآليات (التأثير الإيجابي، الرحمة الذاتية، تثبيط تحت المهاد الخلفي والكورتيزول اللعابي) لتكون وسيطة للتأثيرات المحتملة لليوغا في خفض التوتر. وجدت مراجعة عام 2017 أدلة متوسطة الجودة على أن اليوغا تقلل من آلام الظهر. بالنسبة للأشخاص المصابين بالسرطان، قد تساعد اليوغا في تخفيف التعب، وتحسين النتائج النفسية، ودعم جودة النوم ومواقف الحياة، على الرغم من اختلاف النتائج من المراجعات المنشورة في عام 2017.
لاحظت مراجعة منهجية عام 2015 أن اليوغا قد تكون فعالة في تخفيف أعراض اكتئاب ما قبل الولادة. هناك أدلة على أن ممارسة الأسانا تحسن نتائج الولادة، الصحة الجسدية، القلق والقلق لدى كبار السن، مقاييس جودة الحياة لدى كبار السن، بالإضافة إلى تقليل ارتفاع ضغط الدم.

### دين علماني

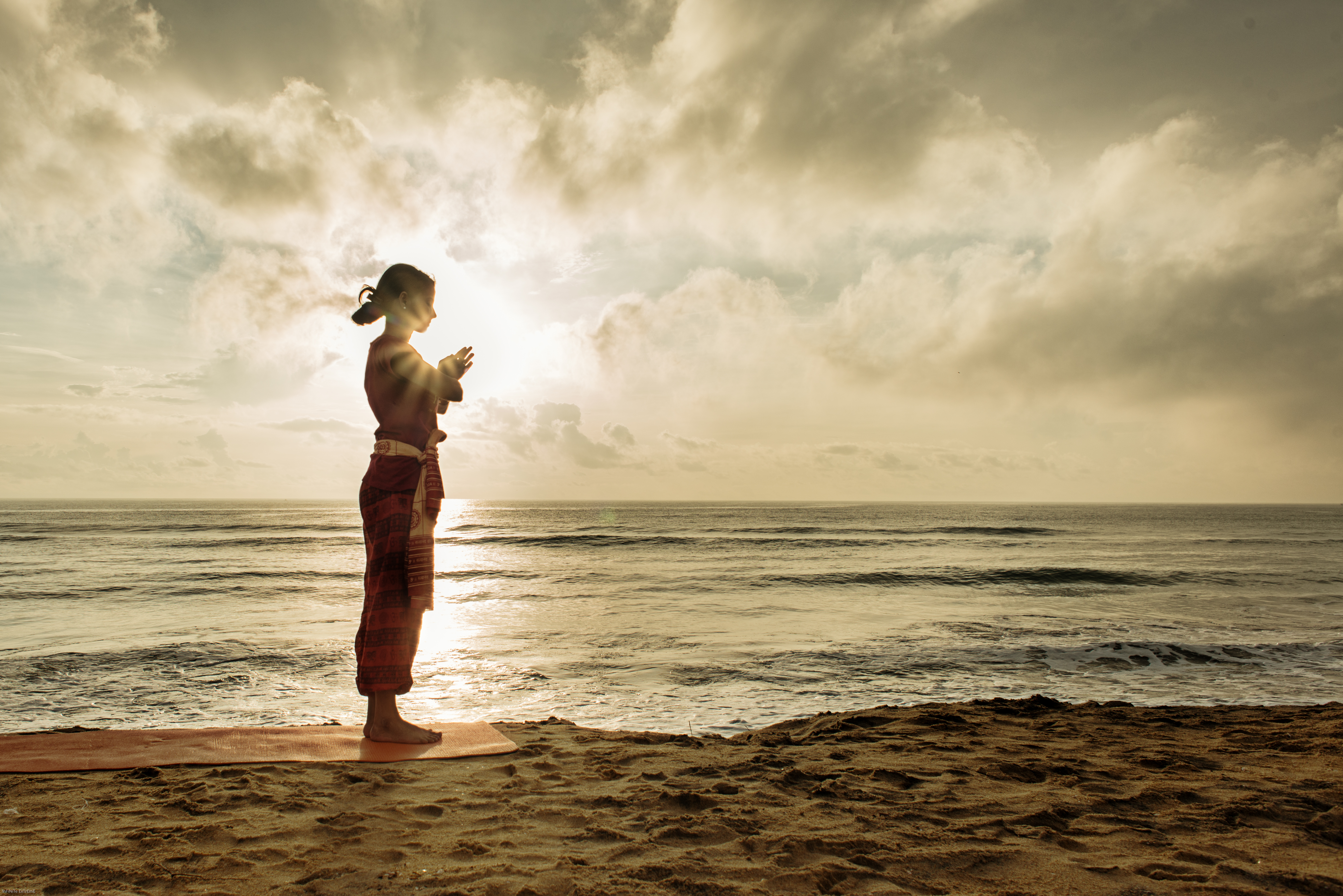
طقوس يوغا شخصية

منذ نشأتها في عشرينيات القرن العشرين، كانت اليوغا المستخدمة تمرينًا تحمل جانبًا "روحيًا" ليس بالضرورة هندوسيًا حديثًا؛ اندماجها مع الجمباز التوافقي هو مثال على ذلك. تسمي جاين اليوغا تمرينًا "نظام لياقة مقدس منفصل عن الحياة اليومية." تكتب معالجة اليوغا آن سوانسون أن "المبادئ والأدلة العلمية قد أزالت الغموض عن [اليوغا، لكن] ... بشكل مفاجئ، جعلت هذا تجاربي التحويلية تبدو أكثر سحرًا." تلاحظ عالمة اليوغا إليزابيث دي ميشيلس أن جلسات ممارسة اليوغا لها هيكل ثلاثي الأجزاء يتطابق مع تعريف أرنولد فان شينب الأساسي لبنية الطقوس عام 1908:
   1. مرحلة الانفصال (الانفصال عن العالم الخارجي)؛
   2. مرحلة انتقالية أو حدية؛ و
   3. مرحلة دمج أو ما بعد الحدية.

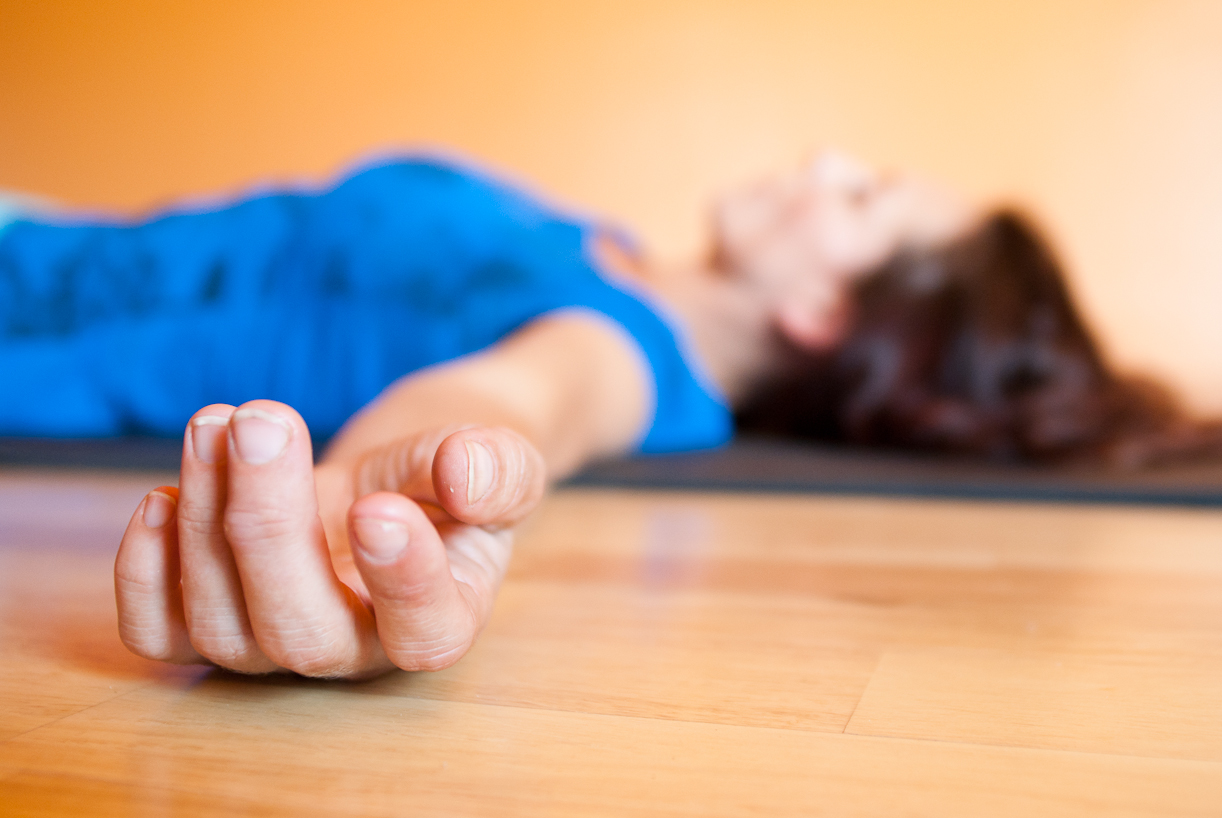
تنتهي فصول اليوغا تقليديًا بالاسترخاء في شافاسانا.

في مرحلة الانفصال، تبدأ جلسة اليوغا بالدخول إلى قاعة ممارسة محايدة وإذا أمكن منعزلة؛ يتم ترك الهموم، المسؤوليات، الأنا والأحذية خارجًا؛ ويتم التعامل مع معلم اليوغا باحترام. تشكل ممارسة اليوغا الفعلية المرحلة الانتقالية، حيث تجمع بين التعليمات العملية والنظرية، بشكل أكثر أو أقل وضوحًا. يتعلم الممارس "أن يشعر ويدرك بطرق جديدة، خاصة داخليًا"؛ أن "يصبح صامتًا ومتقبلًا" للمساعدة في الابتعاد عن "العقلانية التي تهيمن عليها الأنا في الحياة الغربية الحديثة." يشكل الاسترخاء النهائي مرحلة الدمج؛ يسترخي الممارس في شافاسانا، تمامًا كما تمليه هاثا يوغا براديبيكا 1.32. توفر الوضعية "تمرينًا في سحب الحواس وتهدئة العقل، وبالتالي ... خطوة أولى نحو ممارسة التأمل،" عملية تطهير وشفاء، وحتى موت رمزي ولحظة تجديد ذاتي. يكتب آينغار أن شافاسانا تضع الممارس في "تلك الحالة الدقيقة [حيث] الجسم، التنفس، العقل والدماغ يتحركون نحو الذات الحقيقية (أتمان)" لتنصهر في اللامحدود، مما يفسر طقس الشفاء الحديث لليوغا بمصطلحات الفيشيشتادفايتا الهندوسية.
يلاحظ عالم اليوغا إليوت غولدبرغ أن بعض ممارسي اليوغا تمرينًا "يسكنون أجسادهم كوسيلة للوصول إلى الروحاني... يستخدمون ممارسة الأسانا كوسيلة للتسامي." يستشهد بكتاب معلمة اليوغا فاندا سكارافيللي لعام 1991 إيقاظ العمود الفقري كمثال على هذا التسامي: "نتعلم أن نمدد ونوسع، بدلاً من أن نسحب وندفع... [وهكذا] يتبع ذلك انفتاح غير متوقع، انفتاح من داخلنا، يعطي الحياة للعمود الفقري، كما لو كان على الجسم أن يعكس ويستيقظ في بعد آخر."
في اليوغا اليقظة، يتم الجمع بين ممارسة الأسانا والبراناياما والتأمل، باستخدام التنفس وأحيانًا تقنيات التأمل البوذية فيباسانا لجلب الانتباه إلى الجسم والعواطف، وبالتالي تهدئة العقل.

### المنافسة
تم تسمية فكرة اليوغا التنافسية بأنها تناقض ظاهري من قبل بعض الأشخاص في مجتمع اليوغا، مثل معلمة اليوغا ماجا سيديبيك، لكن كأس بيشونو تشاران غوش، التي أسسها بيكرام شودري [الإنجليزية] عام 2003، تُعقد الآن سنويًا في لوس أنجلوس.

## الأعمال التجارية

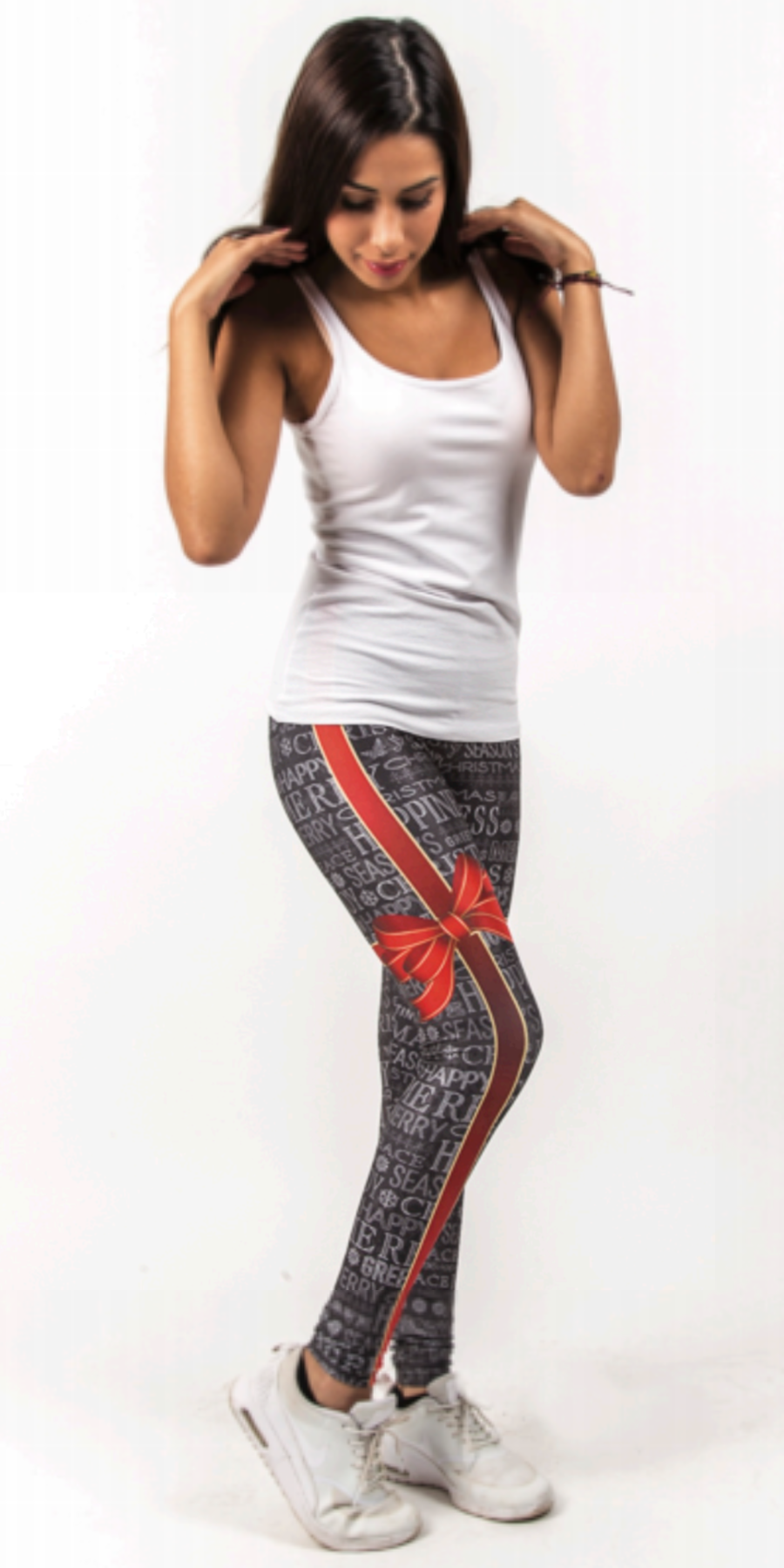
أصبحت الملابس الرياضية (بناطيل اليوغا) تجارة كبيرة.

بحلول القرن الحادي والعشرين، أصبحت اليوغا تمرينًا تجارة مزدهرة، يتم تسويقها بشكل احترافي. أظهرت دراسة أجرتها إبسوس عام 2016 أن 36.7 مليون أمريكي يمارسون اليوغا، مما جعل قيمة الأعمال التجارية المتعلقة بالفصول، الملابس والمعدات تصل إلى 16 مليار دولار في أمريكا، مقارنة بـ10 مليارات دولار في عام 2012، و80 مليار دولار على مستوى العالم. 72 بالمئة من الممارسين كانوا من النساء. بحلول عام 2010، كانت مجلة Yoga Journal، التي تأسست عام 1975، تحظى بحوالي 350,000 مشترك وأكثر من 1,300,000 قارئ.

### الملابس والمعدات
دخلت الموضة عالم اليوغا، حيث تقدم علامات تجارية مثل لورنا جين [الإنجليزية] ولولوليمون مجموعاتها الخاصة من ملابس اليوغا للنساء. تتزايد مبيعات السلع مثل سجاد اليوغا بسرعة؛ من المتوقع أن ترتفع المبيعات إلى 14 مليار دولار بحلول عام 2020 في أمريكا الشمالية، حيث كانت البائعون الرئيسيون في عام 2016 هم Barefoot Yoga، جايام، Jade Yoga، وManduka، وفقًا لـTechnavio. بلغت مبيعات الملابس مثل بناطيل اليوغا 35 مليار دولار في عام 2014، مشكلة 17% من مبيعات الملابس الأمريكية. تتوفر مجموعة واسعة من الفيديوهات التعليمية، بعضها مجاني، لممارسة اليوغا للمبتدئين والمتقدمين. بحلول عام 2018، كان هناك أكثر من 6,000 عنوان تجاري معروض للبيع. تم نشر أكثر من 1,000 كتاب عن وضعيات اليوغا. وصلت اليوغا أيضًا إلى عالم الموضة الراقية: في عام 2011، أنتجت دار الأزياء غوتشي، مع ملاحظة "هالة الأناقة" حول المشاهير الذين يمارسون اليوغا مثل مادونا وستينغ، سجادة يوغا بتكلفة 850 دولارًا وحقيبة حمل مطابقة من الجلد بتكلفة 350 دولارًا.
في الهند، يرتدي المشاركون عادة ملابس فضفاضة لفصول اليوغا، بينما يمارس الجادون في الأشرام مزيجًا شاقًا من التمارين، التأمل، الخدمة غير الأنانية، النظام الغذائي النباتي والعزوبة، مما يجعل اليوغا أسلوب حياة.

### العطلات والتدريب
تُعرض عطلات اليوغا (الإجازات) في أماكن "خلابة" حول العالم، بما في ذلك كرواتيا، إنجلترا، فرنسا، اليونان، آيسلندا، إندونيسيا، الهند، إيطاليا، الجبل الأسود، المغرب، البرتغال، رومانيا، إسبانيا، سريلانكا، تايلاند، وتركيا. في عام 2018، وصلت الأسعار إلى 1,295 جنيه إسترليني (حوالي 1,500 دولار) لمدة 6 أيام.
يمكن أن يكلف تدريب المعلمين، اعتبارًا من عام 2017، ما بين 2,000 و5,000 دولار. قد يستغرق الحصول على شهادة تدريس ما يصل إلى 3 سنوات. اعتبارًا من عام 2017، كانت دورات تدريب اليوغا لا تزال غير منظمة في المملكة المتحدة؛ تم تعيين العجلة البريطانية لليوغا [الإنجليزية] كالهيئة الرسمية الحاكمة للنشاط من قبل سبورت إنجلاند [الإنجليزية]، لكنها تفتقر إلى السلطة لإجبار منظمات التدريب، والعديد من الأشخاص يأخذون دورات قصيرة غير معتمدة بدلاً من واحدة من الدورات التسع المعتمدة حتى الآن.

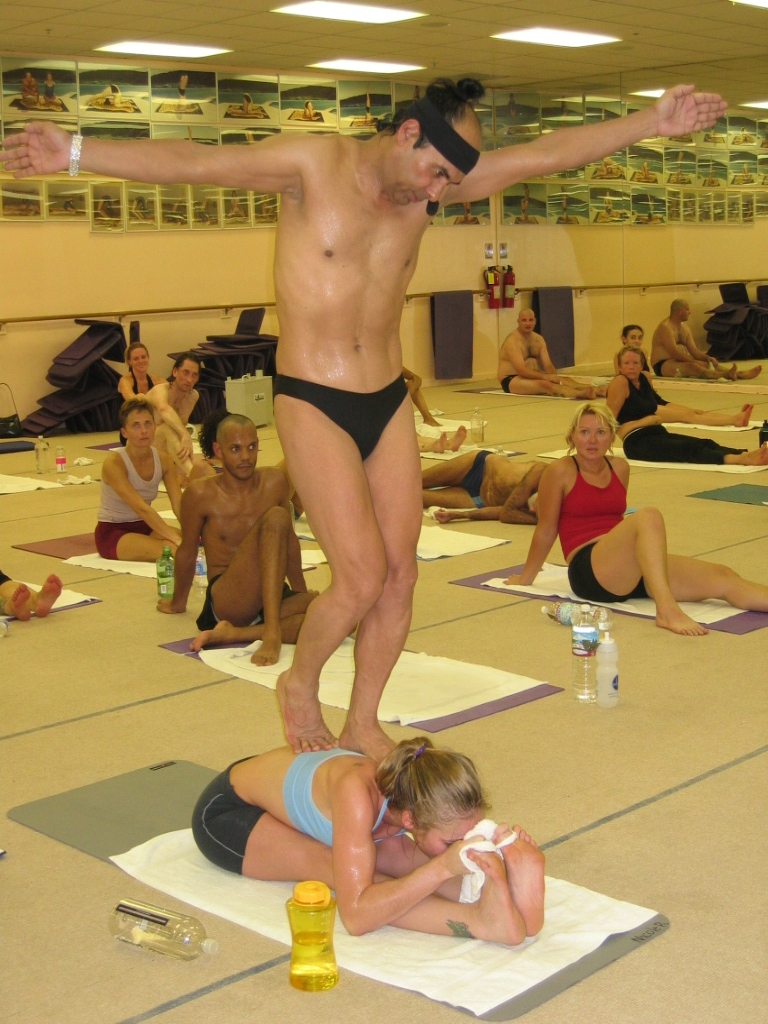
بيكرام شودري يُدرس فصل بيكرام يوغا

### مطالبات حقوق النشر
أصبحت بيكرام يوغا [الإنجليزية] علامة تجارية عالمية، وقضى مؤسسها، بيكرام شودري [الإنجليزية]، حوالي عشر سنوات من عام 2002 في محاولة إثبات حقوق النشر على تسلسل الـ26 وضعية المستخدمة في بيكرام يوغا، مع بعض النجاح الأولي. ومع ذلك، في عام 2012، قضت المحكمة الفيدرالية الأمريكية بأن بيكرام يوغا لا يمكن أن تكون محمية بحقوق النشر. في عام 2015، بعد مزيد من الإجراءات القانونية، قضت محكمة الاستئناف الأمريكية بأن تسلسل اليوغا وتمارين التنفس غير مؤهلين للحماية بموجب حقوق النشر.

## في الثقافة

### الأدب
وجدت اليوغا طريقها إلى أنواع مختلفة من الأدب مثل السيرة الذاتية، أدب النساء الشابات، والوثائقي. تصف سيرة الممثلة مارييل همنغواي الذاتية عام 2002 Finding My Balance: A Memoir with Yoga كيف استخدمت اليوغا لاستعادة التوازن في حياتها بعد نشأة مضطربة: من بين أشياء أخرى، انتحر جدها، الروائي إرنست همنغواي، قبل ولادتها بقليل. كل فصل يحمل عنوانًا لوضعية يوغا، الأول هو "وضعية الجبل، أو تاداسانا"، وضعية الوقوف في التوازن.
تحكي رواية معلمة اليوغا والتأمل اليقظ آن كوشمان [الإنجليزية] لعام 2009 Enlightenment for Idiots قصة امرأة تقترب من الثلاثين من عمرها ولم تنجح حياتها كمربية وممارسة يوغا كما كانت تتوقع، وتعتقد أن زيارة الأشرام في الهند ستحل مشاكل حياتها. بدلاً من ذلك، تجد أن لا شيء في الهند هو كما يبدو على السطح. تلاحظ مراجعة Yoga Journal أنه تحت غطاء "المتعة المرحة" لأدب الفتيات، فإن الكتاب هو "دعوة للاستنارة ومقدمة لفلسفة اليوغا."
فيلم كيت تشرشل لعام 2009 Enlighten Up! يتابع صحفيًا عاطلًا عن العمل لمدة ستة أشهر بينما يسافر حول العالم – نيويورك، بولدر، كاليفورنيا، هاواي، الهند – لممارسة اليوغا تحت إشراف أساتذة يوغا بما في ذلك جويز، نورمان ألين، وآينغار. وجد الناقد روجر إيبرت الفيلم مثيرًا للاهتمام وهادئًا، وإن كان "ليس مليئًا بالأحداث، لكنني أعتقد أننا لا نريد فيلمًا مثيرًا عن اليوغا". علق قائلاً: "أنا سعيد لأنني شاهدته. استمتعت بكل الأشخاص الذين التقيت بهم خلال رحلة نيك التي استمرت ستة أشهر. معظمهم بدا مرحًا ومنفتحًا، وكان يتمتع بصحة جيدة. كانوا يبتسمون كثيرًا. لم يكونوا مؤمنين متعصبين مهووسين بتحويل الجميع."

### البحث
أصبحت اليوغا موضوعًا للبحث الأكاديمي؛ العديد من الباحثين هم "علماء ممارسون" يمارسون اليوغا بأنفسهم. تنشر ميدناو (جزء من ولترز كلوير)، بالتعاون مع جامعة سوامي فيفيكاناندا يوغا أنوساندانا سامستاندا [الإنجليزية]، المجلة الطبية المحكمة المفتوحة الوصول International Journal of Yoga. يتم نشر عدد متزايد من الأوراق البحثية حول الفوائد الطبية المحتملة لليوغا، مثل تأثيرها على التوتر وآلام أسفل الظهر. أنشأت مدرسة الدراسات الشرقية والإفريقية في لندن مركزًا لدراسات اليوغا؛ استضافت مشروع هاثا يوغا الذي استمر خمس سنوات وتتبع تاريخ اليوغا الجسدية، وتدرس درجة الماجستير في اليوغا والتأمل.
أعطى الأكاديميون لليوغا تمرينًا مجموعة متنوعة من الأسماء، بما في ذلك "اليوغا الوضعية الحديثة" التي تعكس تركيزها على الأسانا (الوضعيات) و"اليوغا العالمية الناطقة بالإنجليزية" التي تشير إلى نموها في العالم الناطق بالإنجليزية، خاصة أمريكا.